# Paroecanthus affinis
Paroecanthus affinis är en insektsart som först beskrevs av Walker, F. 1869.  Paroecanthus affinis ingår i släktet Paroecanthus och familjen syrsor. Inga underarter finns listade i Catalogue of Life.